# دانشور

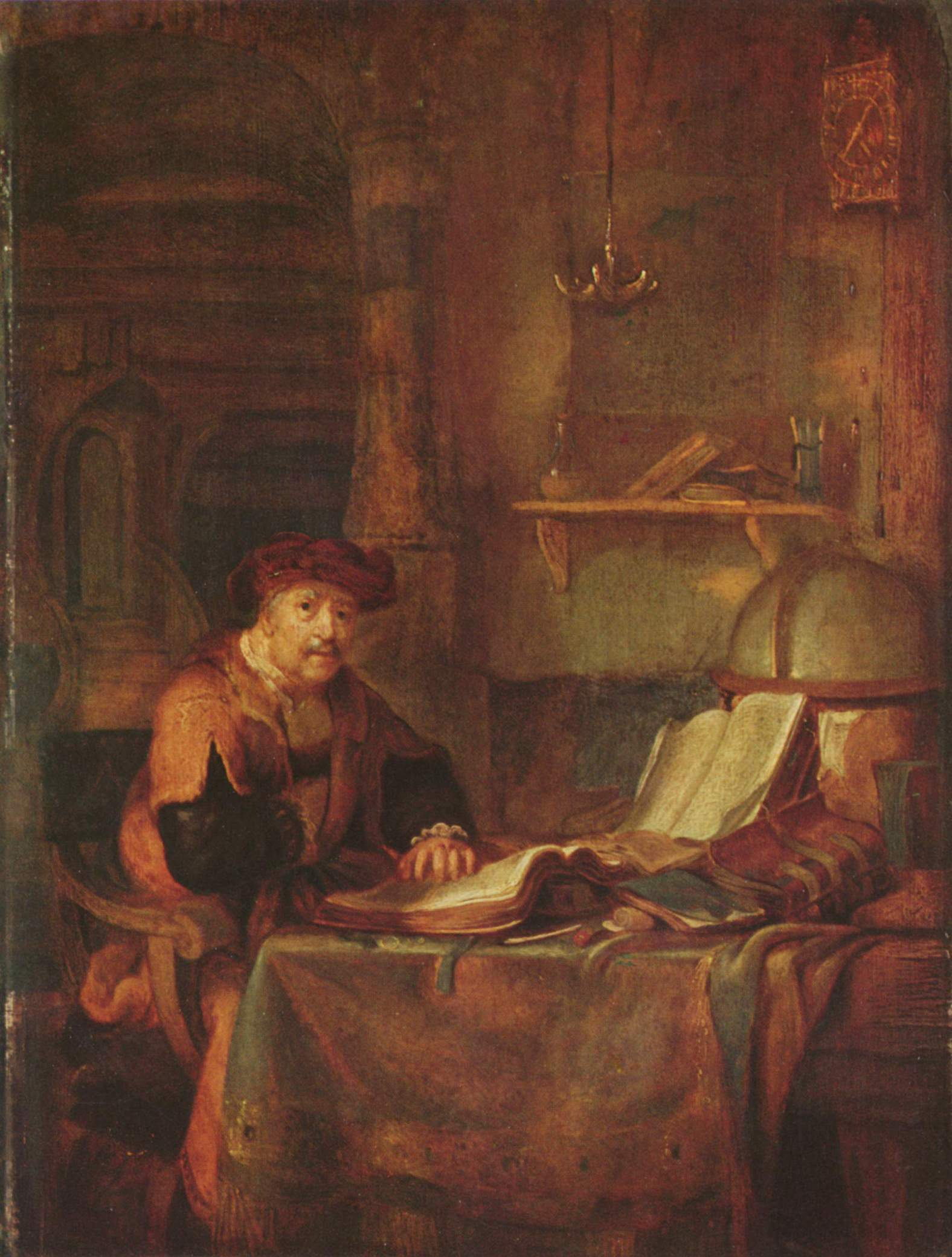
دانشور و کتاب‌هایش اثر خربراند فان دن ایکهاوت

دانشور (انگلیسی: Scholar) شخصی است که فعالیت‌های تحصیلی و اندیشمندانه را دنبال می‌کند؛ به ویژه آن‌هایی که در یک زمینه مطالعاتی تخصص پیدا می‌کنند. یک دانشور ممکن است همچنین فردی فرهنگستانی باشد که استاد یا محقق در دانشگاه یا دیگر مؤسسه‌های آموزش عالی است.
این اصطلاح برای افراد جستجوگر حقیقت و دانش استفاده می‌گردد. با این حال، روش‌ها، موضوع، زایایی و ابزار انتشار دانش دانشوران یکسان نیست. در عوض، کنجکاوی، لذت اکتشاف، اشتیاق یادگیری و انگیزه برای رسیدن به حقیقت در میان دانشوران مشترک است.